# 前鰭盜目魚
前鰭盜目魚（学名：Lestidiops jayakari）為輻鰭魚綱仙女魚目帆蜥魚亞目魣蜥魚科的一種，分布於全球三大洋熱帶至亞熱帶海域，為深海魚類，深度50-2000公尺，體長可達20公分，棲息在表層至底層水域，生活習性不明。